# Hartmann Ibach
Hartmann Ibach (* um 1487 in Marburg; † 1533 oder später ebenda) war ein Theologe und evangelischer Prediger der Reformationszeit.

## Leben
Ibach war 1505 bis 1516 Mitglied des Deutschen Ordens in Marburg und trat 1516 in das dortige Barfüßerkloster ein. Seit 1520/1521 Anhänger der lutherischen Lehre, predigte er seitdem in verschiedenen Orten Hessens. Im März 1522 rief ihn Wilhelm Nesen, der Rektor der kurz zuvor gegründeten Frankfurter Lateinschule, nach Frankfurt am Main. Auf Einladung einflussreicher Patrizier, darunter Hamman von Holzhausen und Claus Stalburg, hielt er die ersten lutherischen Predigten in Frankfurt. Holzhausen stellte ihm dafür die kleine Kirche des Katharinenklosters zur Verfügung, dessen Pfleger er damals war.
Ibach predigte am 9. März (dem Sonntag Invocavit) sowie am 11. und 13. März 1522 insgesamt dreimal über die damals populären Themen Zölibat, Heiligenverehrung und die Zinsabgaben an den Klerus. Die zentralen Punkte der lutherischen Theologie, insbesondere die Rechtfertigungslehre und die Abendmahlslehre, spielten dagegen keine Rolle.
Die Predigten Ibachs sorgten in der Frankfurter Bürgerschaft für Unruhe, da bereits seit den letzten Jahrzehnten des 15. Jahrhunderts in der Stadt große Unzufriedenheit mit dem städtischen Klerus bestand. Die Pfarr-Rechte lagen beim kaiserlichen Stift St. Bartholomäus, das dem Erzbischof von Mainz unterstand. Es kam in der Folge von Ibachs Predigten zu einzelnen Übergriffen gegen Geistliche des Stifts.
Daraufhin intervenierten der Stiftsdekan, Friedrich Martorf, und der Stadtpfarrer Peter Meyer bei Erzbischof Albrecht von Brandenburg, der beim Rat der Stadt protestierte und die Ausweisung Ibachs verlangte. Ibachs Predigten konnten der Reichsstadt Frankfurt als Verletzung des Wormser Edikts und damit als Auflehnung gegen Kaiser Karl V.  ausgelegt werden. Ibach musste die Stadt verlassen und ging nach Kronberg, wo er seine Predigten gegen den Frankfurter Klerus fortsetzte. Er brachte Hartmut XII. von Cronberg dazu, in einer Denkschrift an den Rat ultimativ die Wiederzulassung Ibachs als Prediger in Frankfurt zu fordern. Diese Forderungen wurden von Ulrich von Hutten unterstützt, der dem Stadtpfarrer Meyer die Fehde ansagte. Hartmut XII., beflügelt von den reformatorischen Ideen, schrieb zudem gegen Papst und Kaiser an.
Im Juni 1522 drohte der Streit zu einem „Pfaffenkrieg“ zu eskalieren. Der Kaiser schaltete sich in die Auseinandersetzung ein und forderte den Rat auf, den städtischen Klerus gegen die Ritter zu schützen. Erst nach der Niederlage der Ritter im Ritterkrieg im September 1522 bestand keine Gefahr mehr für Frankfurt, in den Krieg verwickelt zu werden.
Ibach kehrte jedoch nicht mehr nach Frankfurt zurück, sondern setzte seine Wandertätigkeit fort. Ende 1522 kam er nach Sonnewalde in der Niederlausitz, 1524 nach Buchholz und 1528 zurück nach Marburg, das unter Landgraf Philipp dem Großmütigen ein Zentrum der Reformation geworden war.
Nach Hartmann Ibach ist eine Straße im Frankfurter Stadtteil Nordend benannt.